# 李萍 (药学家)
李萍（1960年3月—），药学家，天然药物活性组分与药效国家重点实验室主任，研究方向为中药活性成分群发现与质量评价。中国教育部第六批“长江学者”特聘教授，发表论文数百篇，获得授权发明专利数十项。担任国家药典委员会委员，Journal of Chromatography B 副主编，Journal of Pharmaceutical and Biomedical Analysis、《中国天然药物》、《药学学报》等杂志编委。